# Dolph og Wulff
For programmet af samme navn, se Dolph & Wulff (program).
Dolph & Wulff er den typisk anvendte betegnelse for en række programmer med komikeren Mikael Wulff og flodhesten Dolph. Programmerne sendes på DR2. Programserien omfatter Wulffmorgenthaler, Dolph & Wulff og Dolph & Wulff med venner.

## Karakterer
- Mikael Wulff
- Anders Morgenthaler
- Dolph
- Rocco
- Finn
- Asgar Lesniak
- Bubber